# Partido Progressista (Estados Unidos)
O Partido Progressista (Progressive Party) de 1912 foi um terceiro partido americano formado por Theodore Roosevelt, depois de uma cisão com o Partido Republicano, representado por William Howard Taft. Ficou conhecido como Bull Moose Party.

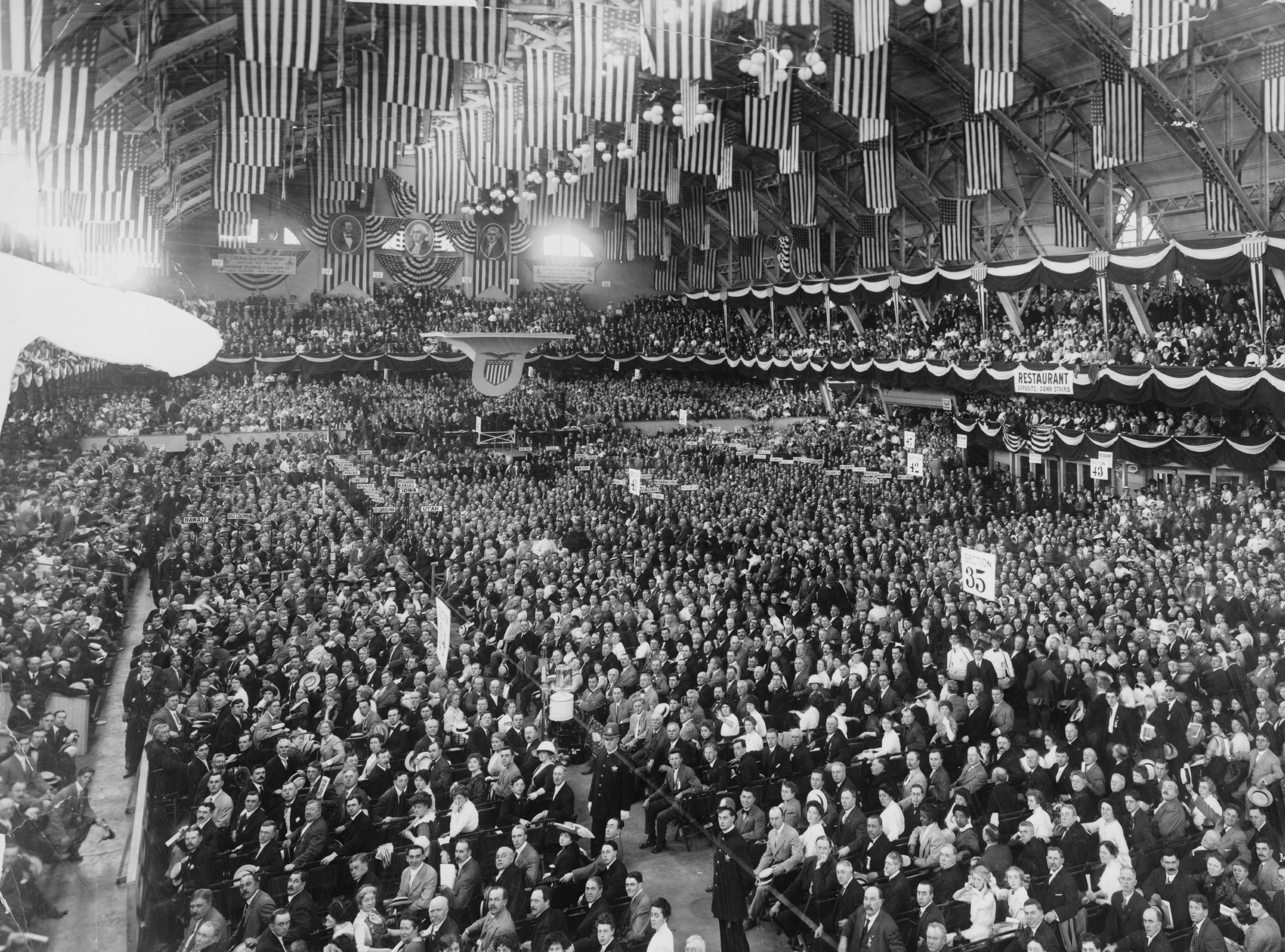
Convenção Nacional do Partido em 1912, no Chicago Coliseum

## Resultados eleitorais

### Eleições presidenciais
| Data | Candidato          | Cl. | Votos     | %            | +/-  | Colégio Eleitoral | +/- | Status     |
| ---- | ------------------ | --- | --------- | ------------ | ---- | ----------------- | --- | ---------- |
| 1912 | Theodore Roosevelt | 2.º | 4 122 721 | 27,4 / 100,0 |      | 88 / 531          |     | Não Eleito |
| 1916 | Nenhum candidato   | 5.º | 33 406    | 0,2 / 100,0  | 27,2 | 0 / 531           | 88  | Não Eleito |

### Câmara dos Representantes
| Data | Cl. | Votos | %           | +/- | Mandatos | +/- |
| ---- | --- | ----- | ----------- | --- | -------- | --- |
| 1912 | 3.º | N/D   | 2,1 / 100,0 |     | 9 / 435  |     |
| 1914 | 3.º | N/D   | 1,4 / 100,0 | 0,7 | 6 / 435  | 3   |
| 1916 | 3.º | N/D   | 0,7 / 100,0 | 0,7 | 3 / 435  | 3   |

### Senado
| Data | Cl. | Votos | %   | +/- | Mandatos | +/- |
| ---- | --- | ----- | --- | --- | -------- | --- |
| 1912 | N/D | N/D   | N/D |     | 0 / 96   |     |
| 1914 | N/D | N/D   | N/D |     | 1 / 96   | 1   |
| 1916 | N/D | N/D   | N/D |     | 0 / 96   | 1   |

## Literatura
- Epstein, David A. (2012). Left, Right, Out: The History of Third Parties in America. Arts and Letters Imperium Publications. ISBN 978-0-578-10654-0.
- Benjamin P. DeWitt, The Progressive Movement: A Non-Partisan, Comprehensive Discussion of Current Tendencies in American Politics. New York: Macmillan, 1915.
- John A. Gable, The Bullmoose Years: Theodore Roosevelt and the Progressive Party. Port Washington, NY: Kennikat Press, 1978.
- Harold Howland, Theodore Roosevelt and His Times: A Chronicle of the Progressive Movement. New Haven, CT: Yale University Press, 1921.
- Richard Jensen, "Theodore Roosevelt: 1912," in Encyclopedia of Third Parties. Armonk, NY: ME Sharpe, 2000.
- Sidney M. Milkis, Theodore Roosevelt, the Progressive Party, and the Transformation of American Democracy. Lawrence, KS: University Press of Kansas, 2009.
- George E. Mowry,The Era of Theodore Roosevelt and the Birth of Modern America. New York: Harper and Row, 1962.
- Painter, Carl, The Progressive Party In Indiana," Indiana Magazine of History, vol. 16, no. 3 (Sept. 1920), pp. 173–283. In JSTOR
- Amos Pinchot, What's the Matter with America: The Meaning of the Progressive Movement and the Rise of the New Party. n.c.: Amos Pinchot, 1912.
- Amos Pinchot, History of the Progressive Party, 1912–1916. Introduction by Helene Maxwell Hooker. New York: New York University Press, 1958.
- William English Walling, Progressivism — And After. New York: Macmillan, 1914.